# Catas Altas
Catas Altas este un oraș în unitatea federativă Minas Gerais (MG), Brazilia.